# Mr. Zoob
Mr. Zoob este o trupă de muzică rock alternativ poloneză formată în Koszalin, în anul 1983.

## Componență
|  | Acest articol despre o formație rock este un ciot. Puteți ajuta Wikipedia prin dezvoltarea lui. |